# Constantin Koszka
Constantin Koszka (* 17. September 1939 in Arad; † 2000 in Constanța) war ein rumänischer Fußballspieler. Er bestritt 252 Spiele in der höchsten rumänischen Fußballliga, der Divizia A, und nahm an den Olympischen Spielen 1964 teil.

## Karriere
Die Karriere von Koszka begann im Jahr 1957 bei UTA Arad in seiner Heimatstadt. In seiner ersten Saison kam er lediglich auf drei Einsätze, konnte sich aber in der Spielzeit 1958/59 einen Stammplatz erkämpfen. Im Sommer 1959 wechselte er zum Ligakonkurrenten Rapid Bukarest. Auch hier sicherte er sich nach Anlaufschwierigkeiten im Laufe der Saison 1960/61 einen festen Platz im Team. Im selben Jahr zog er mit seinem Klub ins Pokalfinale ein, unterlag dort aber dem Zweitligisten Arieșul Turda.
In der Winterpause 1961/62 kehrte Koszka zu UTA Arad zurück. Wie schon bei seinem ersten Engagement kämpfte der Verein um den Klassenerhalt in der Divizia A. Mittlerweile zum Nationalspieler geworden heuerte Koszka im Sommer 1963 beim Spitzenteam Steaua Bukarest an. Auch mit seinem neuen Klub erreichte er im Jahr 1964 das Pokalfinale, unterlag dort aber Dinamo Bukarest mit 3:5. Da Dinamo auch die Meisterschaft gewonnen hatte, qualifizierte sich Steaua für den Europapokal der Pokalsieger. Dort gab Koszka sein Debüt in internationalen Klubwettbewerben, schied dort aber nach überstandener Qualifikation in der ersten Runde gegen Dinamo Zagreb aus.
Nachdem er in der Rückrunde 1964/65 seinen Stammplatz verloren hatte, verließ Koszka im Sommer 1965 Steaua und wechselte zu Farul Constanța. Mit dem Team von der Schwarzmeerküste platzierte er sich fünf Jahre lang stets im Mittelfeld der Liga, ehe er dem Klub im Jahr 1970 den Rücken kehrte. Nach einer Saison bei Portul Constanța in der Divizia B beendete er im Jahr 1972 seine Karriere.

## Nationalmannschaft
Koszka bestritt 21 Spiele für die rumänische Fußballnationalmannschaft. Er debütierte am 30. September 1962 im Freundschaftsspiel gegen Marokko. Er hatte einen festen Platz im Team von Nationaltrainer Constantin Teașcă und wurde auch von dessen Nachfolger Gheorghe Popescu berücksichtigt. Mit der Mannschaft verpasste er zwar die Qualifikation zur Europameisterschaft 1964, konnte sich aber für die Olympischen Spiele 1964 in Tokio qualifizieren. Dort kam er in fünf Spielen zum Einsatz.
Nach dreijähriger Pause kehrte Koszka im Oktober 1967 wieder in die Nationalmannschaft zurück. Sein letztes Länderspiel bestritt er am 6. Dezember 1967 gegen die DDR.

## Erfolge
- Teilnehmer an Olympischen Spielen: 1964
- Rumänischer Pokalfinalist: 1961, 1964